# Elecciones presidenciales de Gabón de 1993
Las elecciones presidenciales de Gabón de 1993 se llevaron a cabo el 5 de diciembre, constituyendo las primeras elecciones presidenciales con más de un candidato en la historia del país. Omar Bongo, presidente desde 1967, buscó un mandato de cinco años contra varios candidatos. Según los resultados oficiales Bongo ganó en la primera vuelta con el 51.2% de los votos. Sin embargo, el líder de la oposición, Paul Mba Abessole, denunció fraude, se adjudicó la victoria, y amenazó con formar un gobierno rival. Luego de firmar un acuerdo con la oposición en 1994, se formaría un gobierno de coalición que duraría hasta la victoria aplastante del Partido Democrático Gabonés en las elecciones legislativas. La participación electoral fue del 88.1%.

## Resultados
| Candidato                           | Partido                                              | Votos   | %    |
| ----------------------------------- | ---------------------------------------------------- | ------- | ---- |
| Omar Bongo                          | Partido Democrático Gabonés                          | 213,793 | 51.2 |
| Paul Mba Abessole                   | Agrupación Nacional de Leñadores-Coalición por Gabón | 70,747  | 26.5 |
| Pierre Louis Agondjo Okawe          | Partido del Progreso de Gabón                        | 19,961  | 4.8  |
| Pierre Claver Maganga Moussavou     | Partido Socialdemócrata                              | 15,220  | 3.6  |
| Jules-Aristide Bourdes-Ogouliguende | Independiente                                        | 14,113  | 3.4  |
| Alexandre Sambat                    | Independiente                                        | 10,819  | 2.6  |
| Didjob Divungi Di Ndinge            | Alianza Democrática Republicana                      | 9,203   | 2.2  |
| Léon Mbou Yembi                     | Foro Africano por la Reconstrucción                  | 7,625   | 1.8  |
| Jean-Pierre Lemboumba-Lepandou      | Partido Independiente del Centro                     | 5,768   | 1.4  |
| Marc Saturnin Nan Nguéma            | Independiente                                        | 3,579   | 0.9  |
| Simon Oyono Aba                     | Movimiento para la Rectificación Nacional-Original   | 3,446   | 0.9  |
| Adrien Nguemah-Ondo                 | Movimiento para la Rectificación Nacional-Unionista  | 1,842   | 0.4  |
| Léon Mébiame                        |                                                      | 1,583   | 0.4  |
| Votos en blanco/anulados            | Votos en blanco/anulados                             | 8,875   | –    |
| Total                               | Total                                                | 426,594 | 100  |
| Votantes registrados/participación  | Votantes registrados/participación                   | 484,319 | 88.1 |
| Fuente: Nohlen et al.               |                                                      |         |      |